# Buenos Aires (Santurce)
|                                                  |                                                         |
| Coordenadas                                      | 18°26′16″N 66°4′1″O / 18.43778, -66.06694               |
| Entidad • País • Territorio • Municipio • Barrio | Sub-barrio Estados Unidos Puerto Rico San Juan Santurce |
| Superficie                                       | 0,45 km² (0,17 mi²)                                     |
| Población • Densidad poblacional                 | 1.303 (2000) 2.915,1 km² (7.550,0 mi²)                  |

Buenos Aires es uno de los cuarenta “sub-barrios” del barrio Santurce en el municipio de San Juan, Puerto Rico. Según el censo del año 2000, este sector contaba con 1.303 habitantes y un área de 0,45 km².